# 84 f.Kr.

## Händelser

### Efter plats

#### Romerska republiken
- Det första mithridatiska kriget tar slut.

## Födda
- Catullus, romersk poet (född omkring detta år)
- Surena, partisk general

## Avlidna
- Lucius Cornelius Cinna, romersk politiker (dödad av myteristiska trupper)